# Voice EP
『Voice EP』（ヴォイスEP）は、2010年2月10日にリリースされた80KIDZのシングル。

## 解説
- 1stアルバム『This Is My Shit』発売後、次作アルバムへの再始動作としてiTunes限定で配信されたEP。
- タイトル曲『Voice』は2ndアルバム『Weekend Warrior』にも収録された。

## 収録曲
1. Velas
2. Voice
3. Vexed